# Le Chaffaut-Saint-Jurson
Le Chaffaut-Saint-Jurson é uma comuna francesa na região administrativa da Provença-Alpes-Costa Azul, no departamento dos Alpes da Alta Provença. Estende-se por uma área de 36,2 km². Em 2010 a comuna tinha 797 habitantes (densidade: 22 hab./km²).